# Luzy-sur-Marne
Luzy-sur-Marne ist eine französische Gemeinde mit 279 Einwohnern (Stand 1. Januar 2022) im Département Haute-Marne in der Region Grand Est (vor 2016 Champagne-Ardenne). Sie gehört zum Arrondissement Chaumont und zum Kanton Chaumont-3. Die Einwohner werden Luzéens und Luzéennes genannt.

## Geographie
Luzy-sur-Marne liegt etwa sechs Kilometer südsüdöstlich des Stadtzentrums von Chaumont an der Marne. Umgeben wird Luzy-sur-Marne von den Nachbargemeinden Verbiesles im Norden, Laville-aux-Bois im Nordosten, Poulangy im Osten und Südosten, Foulain im Süden sowie Neuilly-sur-Suize im Westen und Südwesten.

## Bevölkerungsentwicklung
| Jahr                       | 1962 | 1968 | 1975 | 1982 | 1990 | 1999 | 2006 | 2011 | 2019 |
| Einwohner                  | 268  | 248  | 217  | 248  | 288  | 320  | 277  | 265  | 273  |
| Quellen: Cassini und INSEE |      |      |      |      |      |      |      |      |      |

## Sehenswürdigkeiten
- Kirche Saint-Gal aus dem 13. Jahrhundert, seit 1909 als Monument historique klassifiziert
- Hubbrücke über den Marne-Saône-Kanal
- Ehemaliges Waschhaus (Lavoir)

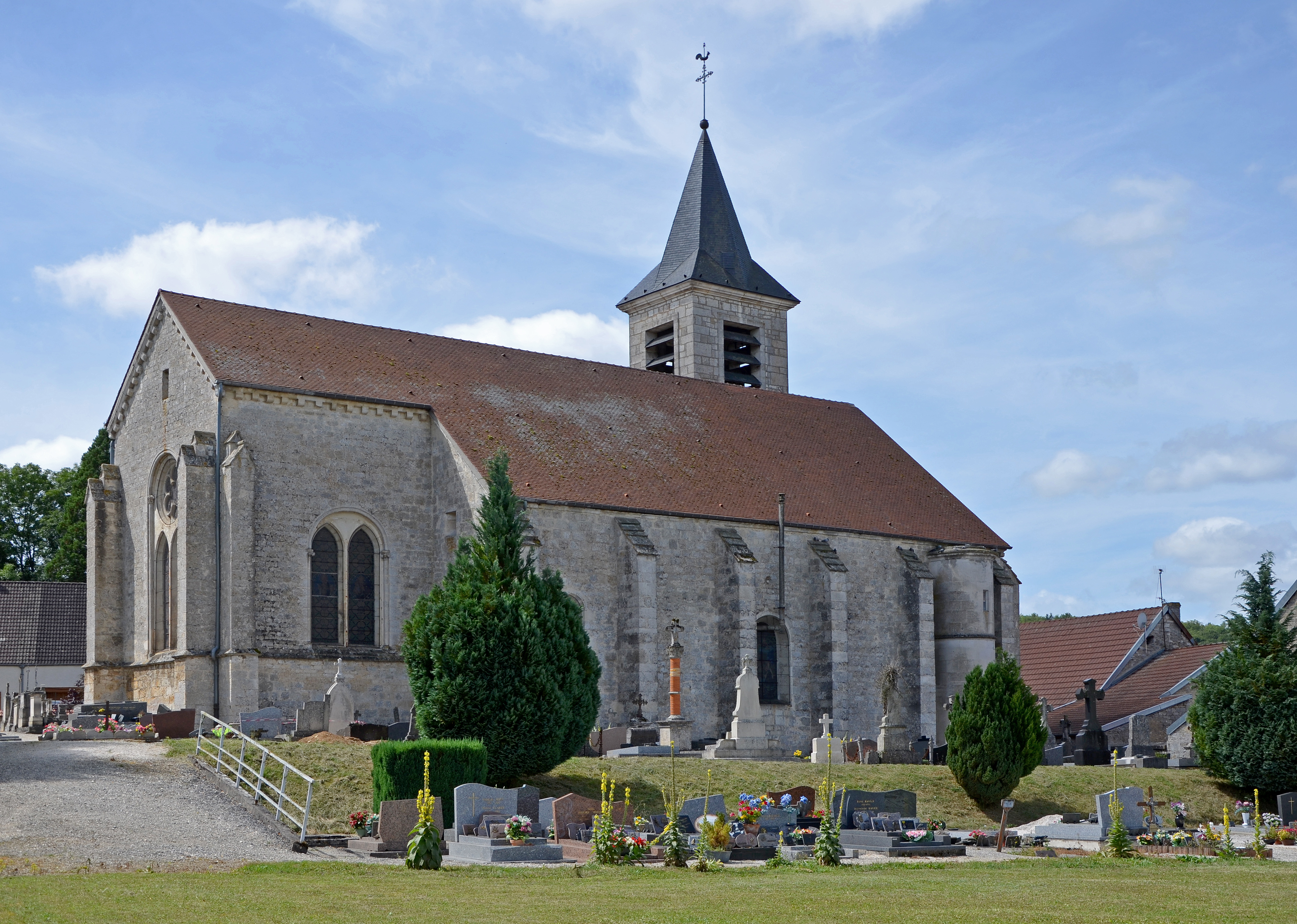
Kirche Saint-Gal
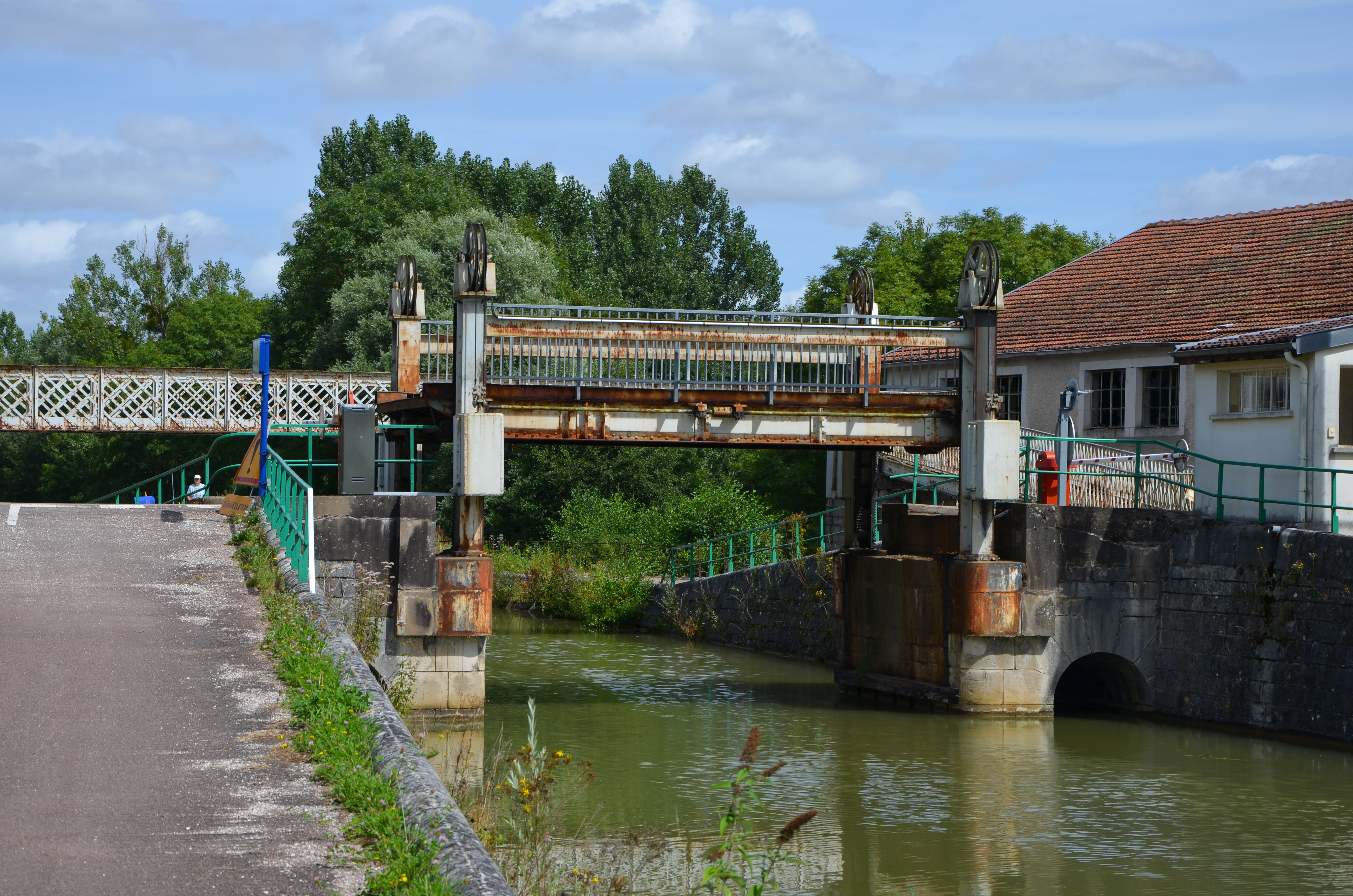
Hubbrücke